# Le roi est mort, vive le roi!
Le roi est mort, vive le roi! (letteralmente «Il re è morto, viva il re!»; in inglese The King is dead, long live the King!) è una locuzione tradizionale francese usata per annunciare la morte del sovrano e contemporaneamente assicurare il suo successore al trono, per questa ambivalenza può sembrare una frase contraddittoria. La frase è approdata anche nell'uso comune per designare, anche scherzosamente, quel concetto che è gia ben noto con il proverbio «Morto un papa, se ne fa un altro».

## Storia
La prima versione giunge dalla Francia medievale che vide la morte del proprio sovrano Carlo VI, avvenuta nel 1422, e la successiva salita al trono di Francia di Carlo VII. In Francia l'annuncio della morte del re era tradizionalmente eseguito dal Duca di Uzès, antico pari di Francia, non appena la bara con le spoglie del sovrano deceduto erano discese nelle cripte della basilica reale di Saint-Denis. In questa occasione, tramite la legge le mort saisit le vif per evitare nella pratica la formazione di un così grande vuoto istituzionale tra la morte di un sovrano e la legittimistica salita al trono del suo successore, venne per la prima volta utilizzata la formula "Le Roi est mort, vive le Roi!".
All'epoca il francese era la lingua primaria della nobiltà in Inghilterra e la proclamazione fu rapidamente presa in considerazione come la rappresentazione ideale della stessa tradizione che in Inghilterra risaliva al 1272, quando Enrico III morì mentre suo figlio il principe Edoardo stava combattendo nelle crociate; per evitare la possibilità dello scoppio di una guerra civile per la corona, il Consiglio Reale proclamò: "Il trono non sarà mai vuoto, il paese non sarà mai privo di un monarca". Così Edoardo fu dichiarato immediatamente come re Edoardo I tramite la formula "The King is dead, long live The King!" e regnò in absentia fino a quando lo raggiunse la notizia della morte del padre e tornò in Inghilterra.

## Utilizzo
Nel Regno Unito e in altri regni che permettono la successione femminile al trono, la frase viene talvolta modificata per accogliere un cambiamento nel sesso del monarca, vale a dire "The King is dead, long live the Queen!", come accaduto nel 1952, quando re Giorgio VI è morto ed è stato seguito da sua figlia, la regina Elisabetta II, o "The Queen is dead, long live the King!" come accaduto nel 1901, quando la regina Vittoria fu succeduta da suo figlio, re Edoardo VII, e anche nel settembre 2022, quando la regina Elisabetta II fu succeduta da suo figlio, re Carlo III.

### Danimarca
Nel Regno di Danimarca spetta al Ministro di Stato fare una proclamazione simile alla morte del monarca, tradizionalmente eseguita dal balcone del parlamento danese nel palazzo di Christiansborg: "Kongen leve, kongen er død" in danese.

### Thailandia
Nel Regno di Thailandia la locuzione è stata utilizzata il 13 ottobre 2016 per la morte di Rama IX, occasione per la quale il Primo Ministro ha proclamato "fratelli e sorelle thailandesi, Sua Maestà Re Bhumibol Adulyadej, Rama IX, è morto. Lunga vita a Sua Maestà il nuovo Re".